# Клан Шимазу
Клан Шимазу (јап. 島津氏), јапанска племићка породица која је у периоду Муромачи, Азучи-Момојама и Едо (од средине 14. до краја 19. века) владала јужним делом острва Кјушу.

## Историја

### Период Муромачи
У грађанском рату који је окончао Кенмо обнову (1333-1336) цара Го-даига, клан Шимазу, у то време локална ратничка властела  са југа острва Кјушу, подржао је 1336. Ашикага Такауџија и помогао успостављање шогуната Ашикага. Њихова подршка новом шогунату обилато је награђена - глава породице Шимазу је од краја 14. века био војни гувернер (шуго) три провинције Сацума, Осуми и Хјуга, са престоницом у Кагошими.

### Период Сенгоку
Опадање централне власти Ашикага шогуната после Онинског рата (1467-1477) оставило је већини гувернера од краја 15. века само номиналну власт над провинцијама којима су управљали, док су локална провинцијска властела (кокуџини и даимјои) практично независно управљала својим поседима, ослањајући се искључиво на своје приватне оружане снаге. Почетком 16. века све три провинције клана Шимазу биле су пуне независних локалних великаша, и њихов формални сизерен, Шимазу Такахиса (1514-1571), био је принуђен да се непрестано бори са својим номиналним вазалима.
Такахиса је споро напредовао у настојању да успостави територијалну контролу над јужним Кјушуом, чак и ако је његово рано препознавање моћи ватреног оружја (аркебуза) помогло том напору. Приликом опсаде замка Ивацуруги 1554. године, на пример, његов генерал Шимазу Тадамаса (умро 1561) користио је нову тактику „маневрисања пет бродова близу обале и пуцања из ватреног оружја“ на браниоце тврђаве, од којих су два или три убијени новим оружјем. После неколико недеља, замак је пао, али овај успех против побуњеног барона био је само један корак напред за Такахису у огорченом и дуготрајном сукобу између клана Шимазу у периду Сенгоку и ситних господара (кокуџин) читавог региона. Тек 1570-их, под вођством Такахисиног сина и наследника Шимазу Јошихисе (1533-1611), клан Шимазу је успео да учврсти своју власт над немирним баронима овог подручја.
Године 1549. Шимазу Такахиса је љубазно дочекао прве хришћанске мисионаре у Јапану, које је предводио Франсиско Хавијер, и гостио их у Кагошими, надајући се да ће тако привући португалске трговце у своје луке. Након годину дана, пошто су португалски бродови изабрали луку Хирадо, хришћански мисионари су протерани из домена Шимазу.

### Рат са кланом Отомо
Кућу Шимазу су читав век мучили немири међу сопственим рођацима, номиналним вазалима и непокорном властелом (кокуђинима) Сацуме и Осумија. До средине 1570-их, Шимазу су успели да подвргну бароне те две провинције верности. Под вођством обновитеља власти своје куће, Шимазу Јошихисе (1533—1611, владао 1566-1687 као даимјо), они су тада кренули у амбициозни програм експанзије који је требало да трансформише читав политички систем Кјушуа.
Прва спољна мета Шимазуа био је њихов стари непријатељ, породица Ито из провинције Хјуга, која је стекла превласт у тој провинцији током њихове слабости. До јануара 1578, војске Шимазу Јошихисе и његовог брата Шимазу Јошихира (1535-1619) су убедљиво победиле вазале Итоа, приморавши младог старешину те куће, Ито Јошикату (1567-98), да побегне из Хјуге и затражи помоћ од његових рођака по мајци, клана Отомо. Сорин се повукао као даимјо 1576. године, преневши власт над својим великим доменом на свог најстаријег сина Отомо Јошимунеа (1558-1605). Али Отомо су били више него вољни да помогну Иту. Одговарајући изазову Шимазуа, одлучили су се на масивну интервенцију. Као нови даимјо жељан да се докаже, Јошимуне је у касно пролеће 1578. послао у Хјугу војску процењену на четрдесет или шездесет хиљада људи. Међутим, ова огромна, али разједињена и недисциплинована војска задржана је од снага клана Шимазу под зидинама замка Такаџо, а затим намамљена у заседу и уништена у бици код Мимигаве (20. октобра 1578).
После пораза већина локалне властеле у провинцијама Чикузен, Чикуго и Хиго потражила је заштиту победничког клана Шимазу или клана Рјузоџи, који је такође био у успону. Територија клана Отомо нагло се смањила, али ипак је преживео пораз код Мимигаве. Примирје између клана Отомо и клана Шимазу потписано је 1580. посредовањем Ода Нобунаге. Парадоксално, пораз клана Отомо код Мимигаве највише је искористио Рјузоџи Таканобу, њихов западни сусед, да се прошири на провинцију Хизен. До 1581. учврстио се у тој провинцији, чиме је непосредно угрозио клан Шимазу у провинцији Сацума и тиме за неко време одвратио њихову пажњу од клана Отомо.

### Освајање провинције Бунго
После слома клана Рјузоџи у бици код Окита Навате (1584), Отомо Јошимуне покушао је заузме провинцију Чикуго, али ова слабо организована кампања (од јесени 1584. до јесени 1585) није донела никакве резултате, изузев што је дала повод за обнову рата са кланом Шимазу, који је био на врхунцу моћи. До пролећа 1586. поседи клана Отомо спали су само на провинцију Бунго, која је била осиромашена, а преостали вазали били су самовољни, несложни и деморалисани. Разједињеност је додатно појачало ширење хришћанства под заштитом владајуће породице; од 1584. до јесени 1586. чак 20.000 становника примило је хришћанство, што је озлоједило многе будистичке великаше. У очајању, Отомо Сорин се у пролеће 1586. обратио за помоћ регенту Тојотоми Хидејошију, који је до тог тренутка ујединио више од 40 јапанских провинција. Хидејоши је у својству царског регента послао наређење клану Шимазу да сместа прекине рат или сноси последице, нашта је клан Шимазу 15. августа 1586. наредио општу мобилизацију.
Офанзива клана Шимазу на провинцију Бунго почела је 1. децембра 1586. Међутим, шпијуни клана Шимазу су већ годину дана раније почели да придобијају на своју страну поједине вазале клана Отомо, који нису били под директном контролом вође клана и повезани системом узимања талаца, као у већини кланова доба Сенгоку, већ су чинили лабаву коалицију великаша. Када је напад почео, читав јужни фронт клана Отомо одједном је попустио, пошто је већина вазала листом пришла нападачу. Шимазу Ијехиса ушао је у Бунго са свега 3.500 људи, али се његова војска успут повећавала приливом трупа издајника. Расуло клана Отомо показало је застарелост њиховог система управе, засноване на лабавом савезу вазала, као у средњем веку. Отпор је пружен на само три места - кастелан замка Тогамуре, Саики Коресада, бранио је источни Бунго, бивши даимјо Отомо Сорин бранио је замак Усуки на обали мора уз помоћ два топа од 97 мм добијена од Португалаца у срећнија времена (и пророчки названа Уништитељи Провинција), док је хришћански самурај Пауло Шига (Шига Таро Чикацугу, кастелан замка Ока), ометао нападаче герилским препадима.
Владајући даимјо, Отомо Јошимуне, изашао је на бојиште само једном. У јануару 1587, заједно са помоћном војском коју је добио од Тојотоми Хидејошија, покушао је да разбије опсаду замка Цуруга (Тошимису), који је био последња препрека освајачу на путу за Фунај, престоницу Бунга, али је страховито потучен у бици на реци Хецуги (сада Оно). После овог пораза, Отомо Јошимуне напустио је Фунај и побегао у Бузен, препустивши Бунго непријатељу.

### Хидејошијева инвазија Кјушуа
За то време, главнина Хидејошијеве војске, око 200.000 људи из 37 провинција, која је ишла у помоћ клану Отомо, тек се окупљала. На вести о њеном приближавању, Шимазу Јошихиро напустио је Фунај 22. априла 1587. и повукао се на југ, а два дана касније снаге клана Шимазу напустиле су Бунго и повукле су се у Хјугу и Хизен, повлачећи се путем којим су дошле. Хидејоши је прешао на Кјушу 5. маја и напредујући западном обалом острва, за мање од месец дана стигао је у провинцију Сацума, не наилазећи успут на отпор пошто му се придружила већина локалних мањих феудалаца - Арима Харунобу, Рјузоџи Масаје, Мацуура Таканобу. Војска његовог полубрата Хашиба Хиденаге, која је напредовала источном обалом, наишла је на отпор код замка Такаџо у провинцији Хјуга, где је главнина војске клана Шимазу уништена у бици 24. маја 1587. Ова битка је одлучила кампању. Четири дана касније, клан Шимазу је покренуо поступак капитулације тако што је Хиденаги послао таоце. Дана 13. јуна 1587, сам Шимазу Јошихиса - обријане главе у знак да је примио монашки чин - појавио се пред Хидејошијем да тражи његово помиловање.
Савршени мајстор државног заната, Хидејоши је показао великодушност према клану Шимазу. Имао је моћ да их разбаштини. Уместо тога, одлучио је да смањи њихове поседе, али им остави статус. Потврдивши Шимазу Јошихису као господара Сацуме и доделивши Осуми Шимазу Јошихиру, Хидејоши их је оставио као владаре над провинцијама у којима је њихова породица имала власт од краја дванаестог века. Потиснути на своје границе из 1577. године, Шимазу су ипак још увек фигурирали као господари јужног Кјушуа.